# Клере
Клере́ (фр. Clérey) — коммуна во Франции, находится в регионе Шампань — Арденны. Департамент — Об. Входит в состав кантона Люзиньи-сюр-Барс. Округ коммуны — Труа.
Код INSEE коммуны — 10100.
Коммуна расположена приблизительно в 155 км к юго-востоку от Парижа, в 85 км южнее Шалон-ан-Шампани, в 14 км к юго-востоку от Труа.

## Население
Население коммуны на 2008 год составляло 1124 человека.
| 1962 | 1968 | 1975 | 1982 | 1990 | 1999 | 2008 |
| ---- | ---- | ---- | ---- | ---- | ---- | ---- |
| 799  | 802  | 788  | 825  | 865  | 930  | 1124 |

## Экономика

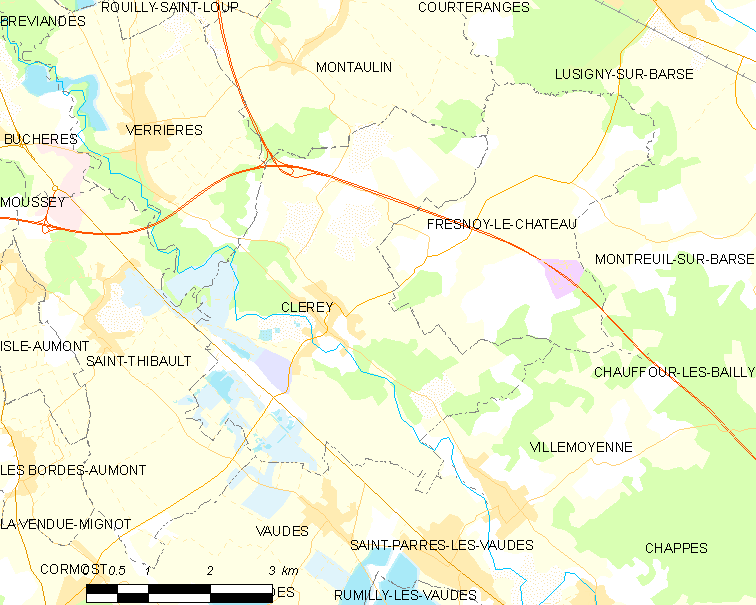
Карта коммуны

В 2007 году среди 701 человека в трудоспособном возрасте (15—64 лет) 506 были экономически активными, 195 — неактивными (показатель активности — 72,2 %, в 1999 году было 70,5 %). Из 506 активных работали 459 человек (259 мужчин и 200 женщин), безработных было 47 (18 мужчин и 29 женщин). Среди 195 неактивных 62 человека были учениками или студентами, 65 — пенсионерами, 68 были неактивными по другим причинам.

## Достопримечательности
- Церковь XII века. Памятник истории с 1926 года[3]